# Abwasserbehandlung

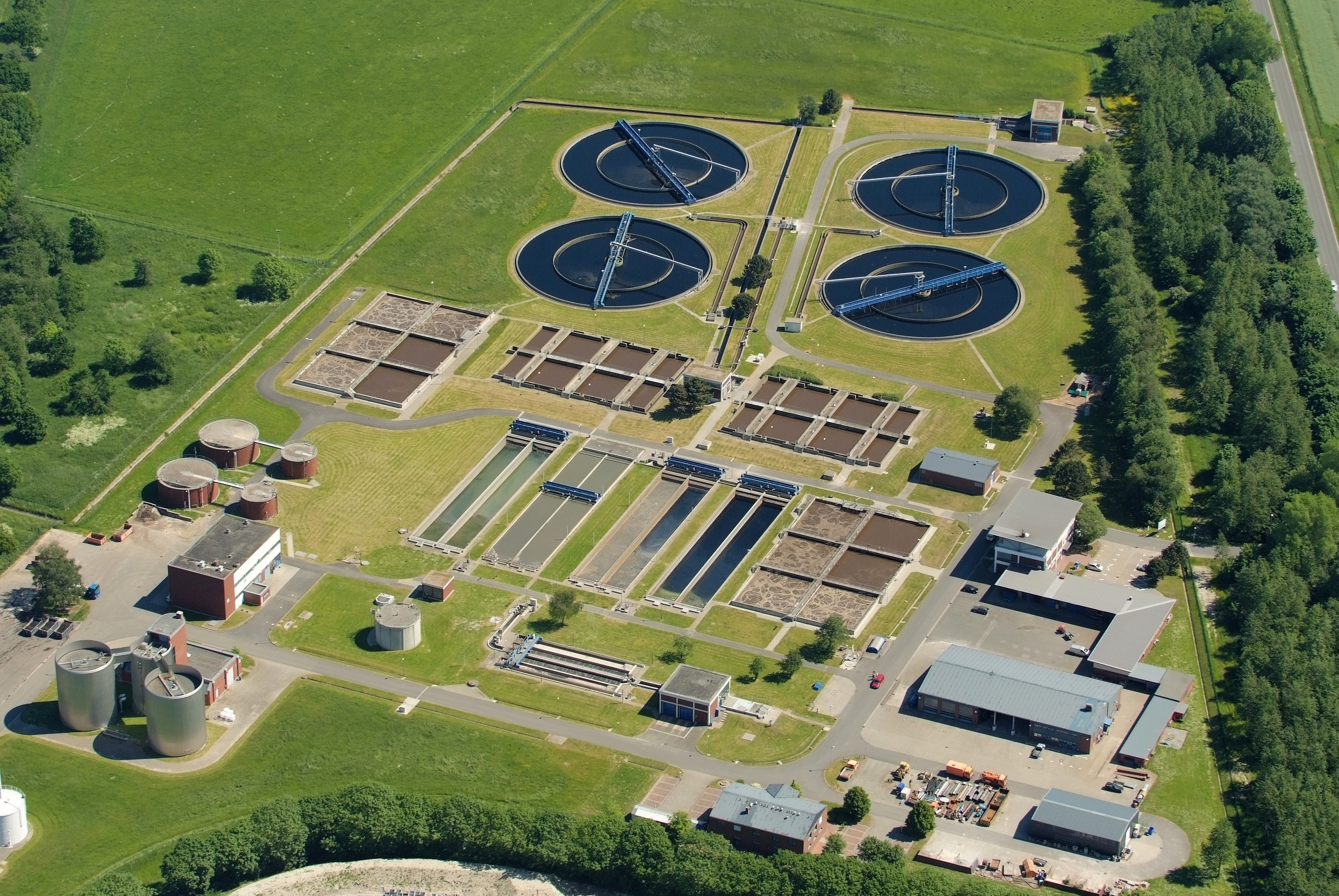
Zentrale Abwasserbehandlungsanlage in Wilhelmshaven

Abwasserbehandlung ist ein Oberbegriff für Verfahren zur gezielten Veränderung der Beschaffenheit von Abwasser. Das meint den Einsatz von Verfahren mit dem Ziel der Ableitung der schadlosen Anteile, der Reinigung, Verwertung und Rückgewinnung von wiederverwendbaren Wertstoffen und der Senkung des Abwasseranfalls. Sie ist ein Teilgebiet der Wasseraufbereitung. Abwässer können sehr unterschiedliche Zusammensetzungen haben, die dann auch unterschiedlicher Behandlungen bedürfen. Die zum Einsatz kommenden Techniken beschreibt die Abwassertechnik. Mit der ingenieurswissenschaftlichen Betrachtung der Ableitung und der Behandlung von Abwasser beschäftigt sich die Siedlungswasserwirtschaft.

## Juristische Grundlagen
In der Bundesrepublik Deutschland ist Abwasser nach § 55 WHG so zu beseitigen, dass das Wohl der Allgemeinheit nicht beeinträchtigt wird. Kommunalabwasser muss vor der Einleitung in ein Gewässer (Direkteinleitung) nach § 57 WHG nach dem Stand der Technik behandelt werden. Mindestanforderungen für bestimmte Industriebranchen werden für Deutschland in der Abwasserverordnung genannt. Die Einleitung in öffentliche Abwasseranlagen (Indirekteinleitung) wird durch § 58 WHG geregelt.

## Zentrale Abwasserbehandlung

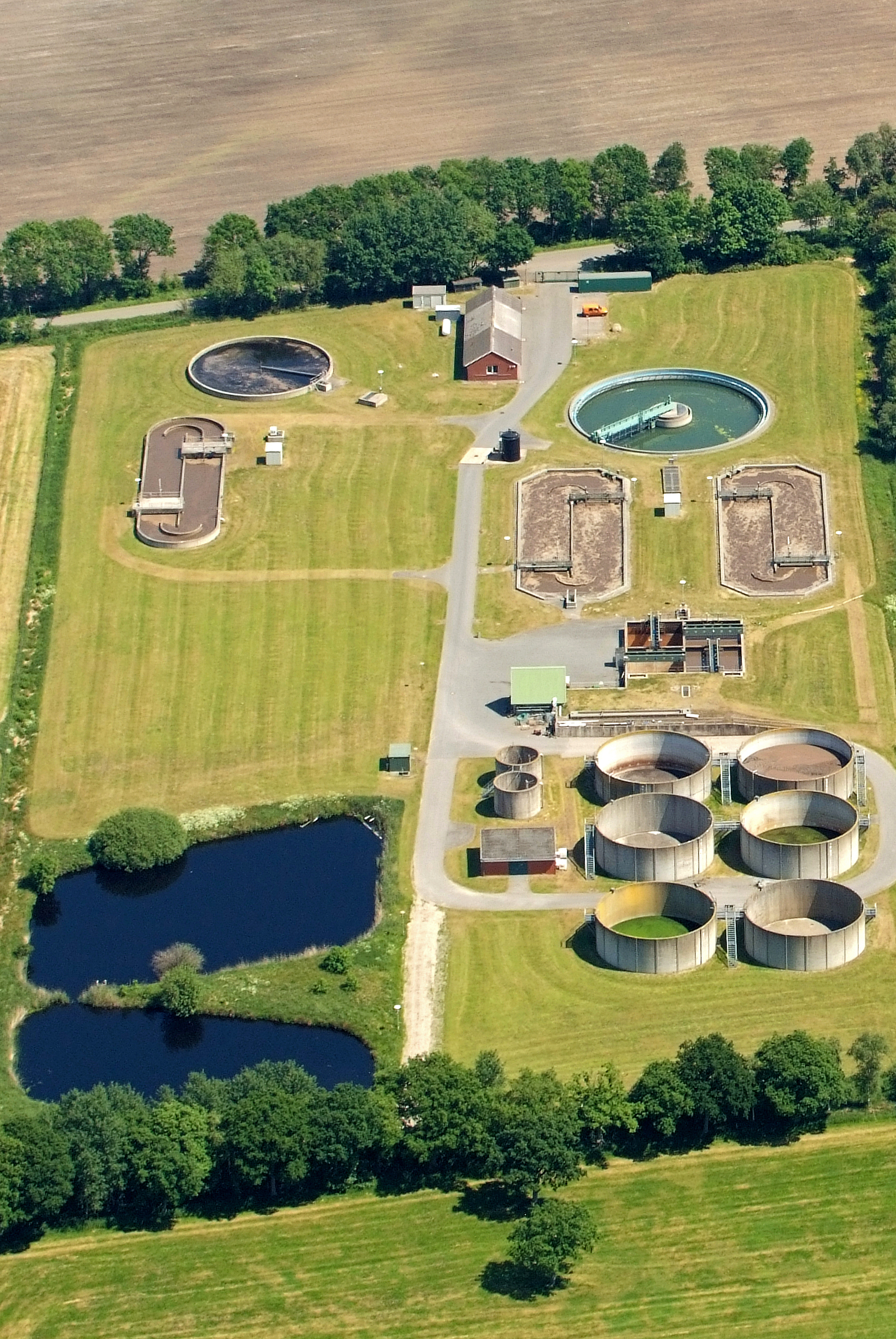
Zentrale Abwasserbehandlungsanlage in Schiffdorf

Die gängigste Form der Abwasserbehandlung sind die kommunalen Kläranlagen, in denen ein Großteil des häuslichen Schmutz- und bei Mischkanalisation auch des Niederschlagswassers aufbereitet wird. Ziel der Behandlung ist das Herauslösen der Abwasserinhaltsstoffe aus dem Wasser und eine Wiederherstellung einer möglichst naturnahen Wasserqualität. Damit wird dem übermäßigen Nährstoffeintrag in Gewässer entgegengewirkt.
Die Abwasserbehandlung geschieht in Kläranlagen, in einer Folge von unterschiedlichen Verfahren zur Behandlung des Kommunalabwässers, das auch industrielle oder gewerbliche Abwässer sowie Teile des Niederschlagswassers enthalten kann. Die Zusammensetzung ist durch die Einleitvorgaben und Art der Abwässer vergleichbar, wodurch auch die angewendeten Verfahren ähnlich sind. Man unterscheidet dabei:
- mechanische/physikalische Reinigungsverfahren (1. Reinigungsstufe)
- biologische Reinigungsverfahren (2. Reinigungsstufe)
- chemische Reinigungsverfahren (3. Reinigungsstufe)
- Beseitigung von Spurenstoffen  (4. Reinigungsstufe)
- Hygienisierung, z. B. zur Bewässerung in der Landwirtschaft (5. Reinigungsstufe)

Maßgeblich sind bei der Klärung Temperatur, pH-Wert, Feststoff- und Schadstoffanteil. Um den Biologischen Prozess aufrechtzuerhalten (2. Reinigungsstufe) ist darüber hinaus ein bestimmtes Kohlenstoff zu Stickstoff zu Phosphor-Verhältnis erforderlich (C:N:P-Verhältnis), um der Klär-Biozönose geeignete Lebensumstände zu bieten und somit eine angestrebte Klärwirkung zu erzielen.
Gewerbliche und industrielle Indirekteinleiter haben entsprechend Einleitwerte zu befolgen und müssen gegebenenfalls vor der Einleitung entsprechende Behandlungsschritte durchführen. Wasser, das potentiell mineralölhaltig ist, weil es z. B. zum Autowaschen verwendet wurde oder mit wassergefährdenden Stoffen in Kontakt gekommen sein kann (z. B. Abfüllflächen einer Tankstelle), muss vor Einleitung in den Abwasserkanal in einer Abscheideranlage nach EN 858 / DIN 1999 vorbehandelt werden.

## Dezentrale Abwasserbehandlung

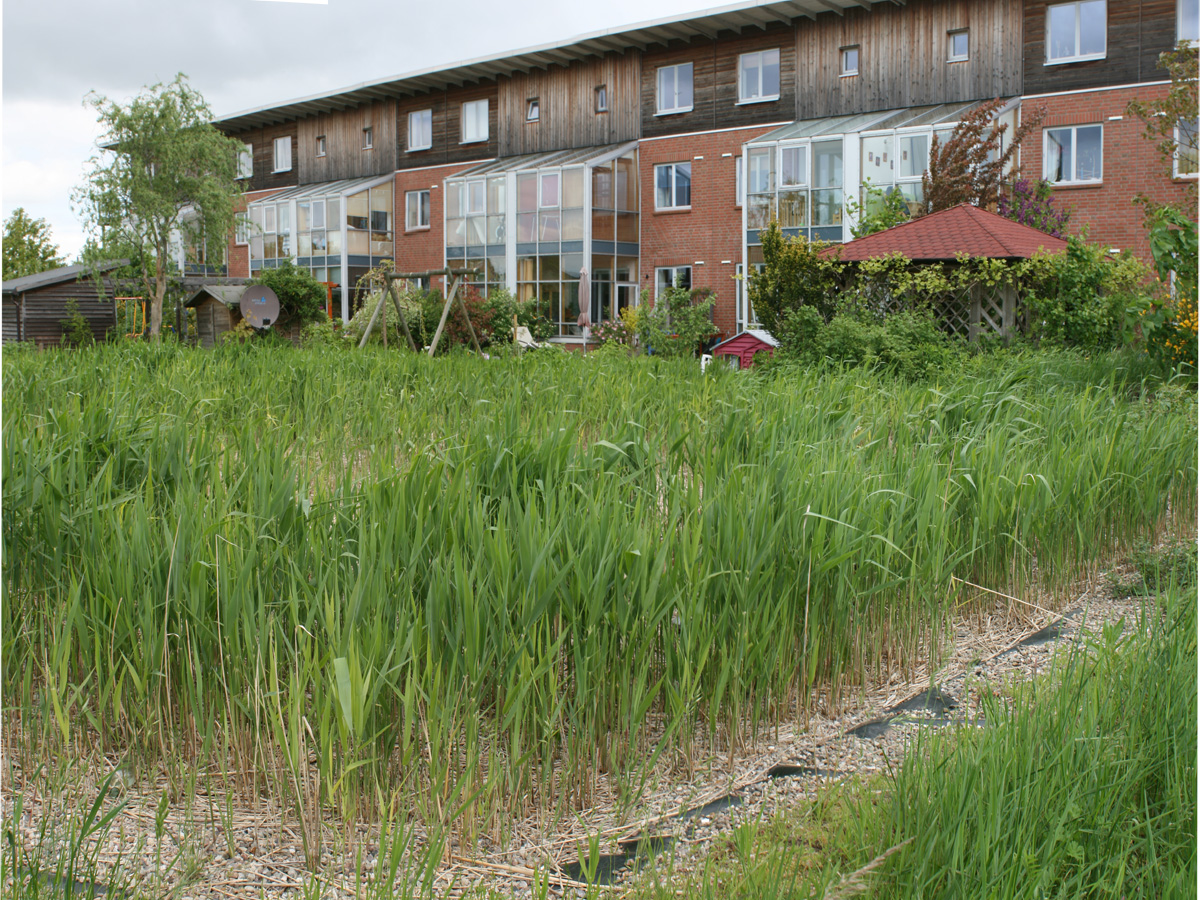
Pflanzenkläranlage zur dezentralen Behandlung von Grauwasser in Lübeck-Flintenbreite.

Die Behandlung von Abwässern außerhalb zentraler Abwasserbehandlungsanlagen findet in Kleinkläranlagen statt. Unterschieden wird hierbei zwischen veralteten Systemen ohne Abwasserbelüftung (DIN 4261 Teil 1) und den heute geforderten vollbiologischen Kleinkläranlagen mit belüfteter Reinigungsstufe (DIN 4261 Teil 2).
In der Bundesrepublik Deutschland müssen Haushalte und Anlagen, die nicht an die zentrale Kanalisation angeschlossen sind, anteilig immerhin 2,7 %, das anfallende Abwasser entweder in einer Sammelgrube auffangen und danach durch den Abwasserbeseitigungspflichtigen abtransportieren lassen oder über eine eigene Kleinkläranlage behandeln, um es dann direkt in ein Gewässer einleiten oder versickern oder verrieseln zu können. In diesem Fall überträgt die zuständige Wasserbehörde die Pflicht zur Abwasserbeseitigung auf den Grundstückseigentümer, meist in Verbindung mit der Erteilung einer Erlaubnis für die Ausübung der Gewässerbenutzung. Der Stand der Technik gilt als eingehalten, wenn die in den Anhängen der Abwasserverordnung für den jeweiligen Herkunftsbereich des Abwassers genannten Anforderungen eingehalten werden. Für Kleinkläranlagen zur Behandlung häuslichen Abwassers gelten die Anforderungen der Abwasserverordnung als eingehalten, wenn diese eine allgemeine bauaufsichtliche Zulassung aufweisen.
Bauartzugelassene Kleinkläranlagen wurden auf einem offiziellen Prüffeld getestet und können die gesetzlichen Anforderungen an den Kläranlagenablauf, üblicherweise einen chemischen Sauerstoffbedarf (CSB) unter 140 sowie einen biochemischen Sauerstoffbedarf innerhalb von 5 Tagen (BSB5) unter 40 mg/l zuverlässig garantieren. Bewährt haben sich z. B. Anlagen nach dem SBR- (Sequencing Batch Reactor) oder Festbettverfahren, Tropfkörper, Membranbelebungsreaktoren (MBR). Neben der Behandlung in technischen Kläranlagen wird Abwasser unter gewissen Umständen auch mit naturnahen Reinigungsverfahren in Abwasserteichen oder Pflanzenkläranlagen behandelt.

## Weitere Abwasserbehandlungen

### Industrielle Abwasserbehandlung
Prozesswasser in der Industrie ist nach seinem Gebrauch in der Regel Abwasser, da es durch seine Nutzung durch den Menschen verändert wurde. Es hat oft eine Zusammensetzung, die sich von der des kommunalen Abwassers unterscheidet. Entsprechend umfangreich sind die Möglichkeiten der zum Einsatz kommenden Verfahren. Allerdings sind, je nach Beeinflussung, mitunter nur kleinere Behandlungsmaßnahmen notwendig, um es als Kreislaufwasser im Prozess wieder zu verwenden.
Sobald ein hoher Anteil an biologisch verfügbarem Kohlenstoff (BSB-Wert) vorhanden ist, liegt eine Biologische Behandlung mittels dem Belebtschlammverfahrens, oder eine Anaerobe Abwasserreinigung mit Methanproduktion, nach Anpassung des Abwassers nahe.
Darüber hinaus, sind Schritte wie die Anpassung des pH-Wertes, Reduktion des nicht abbaubaren Feststoffanteils, Beseitigung von Schwermetallen und anderen Schadstoffen, sowie eine Anpassung der Temperatur möglich, um die technischen Bedingungen zur Wiederverwendung oder Vorgaben zur Einleitung zu erfüllen.

### Abwasser in der Trinkwasseraufbereitung
Abwasser, das in Wasseraufbereitungsanlagen anfällt, wird immer häufiger in diesen Anlagen auch wieder aufbereitet (Kreislaufführung). Hierdurch wird die Nettoausbeute an Reinwasser gesteigert und die abzuführende Restabwassermenge vermindert. Als Beispiel wird hierfür die Spülabwasseraufbereitung in Aufbereitungsanlagen für Trink- und Badewasser angeführt. In Gebieten mit Wassermangel ist auch die teilweise Rückführung und Wiederverwendung von Regenerierabwässern wirtschaftlich. Hierfür kommen jedoch nur die Vorlauf- und Restwaschwassermengen infrage, die keinen höheren Salzgehalt aufweisen als das Rohwasser.